# Kyla Cole
Kyla Cole (rojena kot Martina Jacová), slovaški model, igralka in televizijska voditeljica, * 10. november 1978, Ostrovany, Slovaška.
Kyla je postala znana, ko je leta 2000 postala prvo slovaško dekle, ki je bilo Penthouseovo dekle meseca, po tistem pa je bila njena slika tudi na naslovnicah mnogih drugih revij za moške. Igrala je tudi v treh erotičnih in enem akcijskem filmu in vodila oddajo na slovaški komercialni televizijski postaji Markíza. Danes vodi svojo agencijo za modele in se ukvarja z dobrodelnostjo. Je odkrito biseksualna.